# 台68線
台68線（東西向快速公路——南寮竹東線），是臺灣橫跨新竹縣市之東西向省道快速公路。西起新竹市北區南寮，東至新竹縣竹東鎮下公館銜接接台3線竹東大橋。

## 概述
台68線快速公路西起新竹市南寮，經新竹市北側，沿頭前溪南岸往東南而行，東至竹東鎮台3線中豐公路。直接連結台15線、台1線；間接連結國道一號、國道三號（皆無設置系統交流道），可連絡新竹市、竹北市、芎林鄉、竹東鎮和橫山鄉等地，有效紓解了新竹市與竹東鎮之間的光復路（縣道122號）之沉重交通負荷。
公路起點原訂起於台61線，後因台61線計劃路線通過生態保護區而未能開闢，西濱快速公路至台15線（0k+000至0k+900）當時核定停辦，而把起點（南寮端）改為位於頭前溪河床上的台15線竹港大橋上，後來把台15線以西300公尺路段興建完成，將起點（南寮端）延伸至榮濱路口，並於2016年7月28日通車。
2005年起，全線開放汽缸總排氣量在550c.c.以上之大型重型機車行駛。並自2012年7月1日起，全線開放汽缸總排氣量逾250c.c.之大型重型機車行駛。

## 支線

### 甲線
台68甲線為台68線快速公路唯一的支線，原為台68線舊的主線。自台68線之竹東一交流道分岔出，經由高架道路至竹東市區後，沿北興路至永康街岔路終止，續行可接縣道123號竹林大橋。交通部公路局將其定位為「台68銜接竹東市區線」。

## 交流道
主線
| 台68線路線設施里程一覽表 |      |          |                                             |                                             |                           |               | |                      |
| 標誌                     | 里程 | 名稱     | 順樁預告                                    | 逆樁預告                                    | 形式                      | 通車日        | 銜接道路 →聯絡地區 |                      |
|                          |      |          |                                             |                                             |                           |               | |                      |
|                          |      | 南寮     |                                             |                                             | 規畫中                    | 預計2029年    | 西部濱海快速公路 | 西部濱海快速公路     |
| 0                        | 0.0  | 南寮端   | 快速公路起點                                | 竹南 南寮 快速公路終點                      | 直接式                    | 2016年7月28日 | 南寮大道、榮濱路⇒縣道122號（東大路） · →北區南寮、新竹漁港                                                                                    |                      |
| 1                        | 0.9  | 南寮端   | （僅西出東入）                              | 新豐                                        | 半套鑽石型                | 1998年11月    | 台15線 · →北區、竹北市、新豐鄉 |                      |
| 5                        | 4.5  | 新竹一   | 新竹 武陵路                                 | 新竹 武陵路                                 | 鑽石型                    | 1998年11月    | 武陵南北快速道路 →北區湳雅 |                      |
| 7                        | 7.0  | 新竹二   | 竹北 中華路 新竹 經國路                     | 新竹 經國路 竹北 中華路                     | 鑽石型＋ 西出半直接式匝道 | 2002年9月15日 | 台1線（中華路⇒經國路）、溪埔路 · →東區溪埔子、竹北市                                                                                          |                      |
| 9                        | 9.7  | 竹科     | 竹北 竹北交流道 新竹交流道 新竹科學工業園區 | 新竹交流道 新竹科學工業園區 竹北 竹北交流道 | 環狀型                    | 2002年2月6日  | 縣道117號（經國大橋⇒慈雲路） · ⇒縣道120號、縣道122號 · →東區九甲埔、竹北市 · 新竹科學園區、新竹生醫園區、高鐵新竹站 · 新竹交流道、 竹北交流道 |                      |
|                          | 12   | 高鐵新竹 |                                             |                                             | 規畫中                    | 未定          | 興隆大橋 →高鐵新竹站 | 興隆大橋 →高鐵新竹站 |
| 15                       | 15.3 | 芎林     | 芎林 二重埔                                 | 二重埔 芎林                                 | 鑽石型                    | 1998年11月    | 公道路、文明路⇒市道115號、縣道120號 · →竹東鎮二重埔、芎林鄉、 竹林交流道                                                                      |                      |
| 18                       | 18.0 | 竹東一   | 竹東 北興路                                 | （僅東出西入）                              | 半套Y型                   | 2002年2月20日 | 台68甲線 |                      |
|                          |      |          |                                             |                                             |                           |               | |                      |
| 20                       | 20.0 | 竹東二   | 竹東市區                                    | （僅東出西入）                              | 半套Y型                   | 2002年2月20日 | 興農街、北興路二段 →竹東鎮竹東 |                      |
| 23                       | 22.9 | 竹東端   | 橫山 中豐路 北埔 快速公路終點               | 快速公路起點                                | 直接式                    | 2002年2月20日 | 台3線 · →竹東鎮下公館、橫山鄉、北埔鄉 |                      |

甲線
| 台68甲線路線設施里程一覽表 |      |                   |                |               |          |               |                      |
| 標誌                       | 里程 | 名稱              | 順樁預告       | 逆樁預告      | 形式     | 通車日        | 銜接道路 →聯絡地區   |
|                            |      |                   |                |               |          |               |                      |
| 0                          | 0.0  | 竹東一            | 公路起點       | 新竹 公路終點 | 半套Y型  | 2002年2月20日 | 南寮竹東線           |
| 0.94K封閉式路段結束        |      |                   |                |               |          |               |                      |
|                            | 0.94 | 五豐二路          | （僅西出東入） | 快速公路起點  | 匝道     | 1998年11月    | 五豐二路 →竹東鎮竹東 |
| 此處有交通號誌             | 1.1  | 五豐一路 平交路口 | 不適用         | 不適用        | 平交路口 | 1998年11月    | 五豐一路 →竹東鎮竹東 |
| 此處有交通號誌             | 1.26 | 永康街 平交路口   | 公路終點       | 公路起點      | 平交路口 | 1998年11月    | 永康街 →竹東鎮竹東   |
|                            |      |                   |                |               |          |               |                      |

## 車道數及速限
主線
| 路段               | 車道數 | 車道數 | 車道數 | 速限（km/h） | 速限（km/h） |
| 路段               | 東行   | 西行   | 雙向   | 東行         | 西行         |
| ------------------ | ------ | ------ | ------ | ------------ | ------------ |
| 南寮端～0.556K     | 2      | 2      | 4      |              |              |
| 0.556K～1.056K     | 2      | 2      | 4      |              |              |
| 1.056K～芎林交流道 | 2      | 2      | 4      |              |              |
| 芎林交流道～竹東端 | 2      | 2      | 4      |              |              |

甲線
| 路段   | 車道數 | 車道數 | 車道數 | 速限（km/h） | 速限（km/h） | 備註     |
| 路段   | 東行   | 西行   | 雙向   | 東行         | 西行         | 備註     |
| ------ | ------ | ------ | ------ | ------------ | ------------ | -------- |
| 高架段 | 2      | 2      | 4      |              |              | [ 註 1 ] |
| 平面段 | 2      | 2      | 4      |              |              |          |

## 後續計畫
（由西至東排列）

### 台61線鳳鼻香山段
- 公路總局官員簡報時表示，該處已完成路線規劃腹案，工程將跨越鳳山溪、頭前溪、客雅溪，全程多採高架、預計興建南寮、港南兩處交流道，不含土地經費，所需總工程經費約九十到一百億元，其中地方要提自償三十億計畫，如果一切順利，七、八年可完工通車。[3]
- 路廊規劃：鳳山溪橋共構後，設高架匝道與台15線分離，白地粉圳南岸往西跨越頭前溪，於風力活動公園北側設置南寮漁港交流道，側車道為台68線延伸線，續往南架設主線走新港三路，海濱路，海埔路300巷，於海埔路設置港南交流道（聯絡台15線），後銜接台61線香山以南路段。

### 武陵南北快速道路由新竹一交流道向北延伸至竹北市
- 預留銜接到頭前溪北地區公道三出口設計，目前停擺中，但縣府日前到交通部重新簡報，決定爭取納入2015到2018年的生活圈道路交通系統建設計畫內執行，作為明新科技大學到新竹市武陵路的省道台一線替代道路[4][5]。

### 高鐵新竹交流道
- 設置高鐵新竹交流道銜接興隆大橋（高鐵新竹站聯絡道）。

### 延伸至尖石鄉嘉樂村砂坪計畫
- 以68線快速公路現竹東端終點沿油羅溪以河堤共構方式延伸，目前僅止於提案。[6]

### 軟橋延伸段
- 軟橋延伸段非省道設計，爭取排入生活圈計畫道路，長度3.914公里，寬度20公尺，經費20億元[7]，並定位為地區性縣道聯絡公路，終點竹東端現進行向東延伸至軟橋計畫，計劃採平面交叉方式由台68線終點穿越臺3線後開始延伸，往東沿頭前溪、上坪溪河岸堤防經員崠至縣道122號26K+900交匯處銜接，全長約3.8公里，採平面與堤防共構方式（0.67至3.5K）及高架橋（0至0.67K、3.5K至3.8K）構築，路寬19.8公尺，施工期三年，將連絡五指山及五峰鄉清泉、觀霧等觀光景點。

## 相關資訊
- 興建單位：交通部公路局
- 維護單位：交通部公路局
- 管理單位：新竹市警察局、新竹縣政府警察局

### 文獻
- 南寮─竹東快速道路延伸到竹東軟橋段（新竹縣政府資訊服務網）
- 南寮-竹東快速道路延伸至竹東軟橋工程環評說明書[永久]
- 道路工程規劃 - 新竹縣政府 （页面存档备份，存于）
- 台68線東西向快速道路經油羅溪以河堤共構方式延伸至尖石嘉樂村砂坪地區乙案 新竹縣議會議員提案[永久]

## 外部連結
公路總局 臺68線路線圖 （页面存档备份，存于）